# Coenosia fuscipes
Coenosia fuscipes är en tvåvingeart som beskrevs av Huckett 1965. Coenosia fuscipes ingår i släktet Coenosia och familjen husflugor. Inga underarter finns listade i Catalogue of Life.